# Amicitia
Nel mondo classico l'amicitia ricopre un importante ruolo non solo per il valore sentimentale ma anche per le implicazioni pedagogiche, politiche e sociali, che spiegano l'interesse per questo tema nelle riflessioni dei pensatori antichi.

## Amicitiae clientela
Nel mondo romano antico i concetti di amicitia e clientela sono spesso sovrapposti, ma in realtà poggiano su basi molto diverse, difatti la prima sorge fra pari e implica un rapporto di tipo affettivo, diversamente dalla seconda che invece si sviluppa in condizioni di profonda disuguaglianza. Il cliens  era infatti quel cittadino che, per la sua posizione all'interno della società, talvolta al limite della sudditanza (applicatio) fisica o psicologica, si trovava ad adempiere ad una serie di obblighi nei confronti di un "patronus", anch'esso obbligato nei confronti del cliente, in virtù di questa relazione di patronato.
D'altra parte si poteva riscontrare l'impiego del termine amicus al posto di cliens, e che la stessa amicitia poteva presentare al suo interno casi di disuguaglianza riconducibili all'autorità o alla ricchezza economica di una delle parti coinvolte.
Il rapporto di amicitia – così come quello di clientela – è strettamente connesso alla fides (lealtà, credibilità), elemento fondamentale del sistema valoriale di Roma antica. Un vero e proprio patto che può legare fra loro dei privati, ma anche i privati con le comunità o le stesse comunità fra di loro all'interno della societas, intesa come gruppo di persone aggregate attorno ad un diritto comune..

## Amicitiaenecessitudo
Il concetto di amicitia rientra a pieno titolo nella vasta area delle necessitudines, espressione che nel mondo romano indicava più genericamente i rapporti di parentela ma anche quei vincoli esistenti tra amici. Il connotato essenziale delle varie necessitudines risiede nella loro valenza etica, quindi nell'idea che il venir meno ad un impegno richiesto da queste relazioni possa essere considerato alla stregua di un comportamento indegno e socialmente deviante.

## Amicitiae politica
Il tema dell’amicitia è da tempo al centro di un dibattito storiografico relativo all'eventuale peso politico che avrebbe esercitato nella Roma antica. Di particolare interesse è, a questo proposito, la presenza dei cosiddetti reges amici, che non rientravano nel dominio diretto di Roma pur essendovi legati a vario titolo, a seconda cioè del tipo di rapporto esistente col rex amicus. I re amici o alleati formavano infatti una classe di tributarii ai quali Roma aveva imposto, secondo i patti particolari del loro atto di sottomissione contribuzioni più o meno forti in milizie e danaro
Rilevante è anche quanto avviene nella stessa organizzazione interna del principato, instauratosi a Roma con l'ascesa al potere di Augusto (27 a.C.) in seguito alla crisi tardo repubblicana, dove il princeps risulta affiancato nel suo operato da un gruppo di consiglieri politici definiti amici principis, destinati ad avere un ruolo di notevole rilievo, fermo restando il vastissimo potere riconosciuto alla sola figura del principe.

## Il pensiero ciceroniano

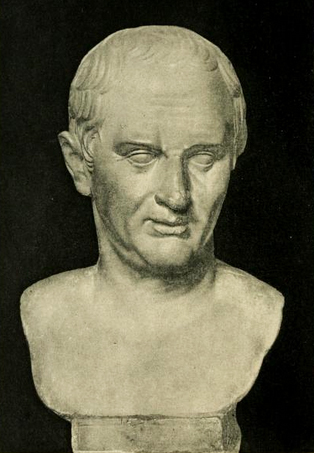
Busto di Cicerone

Marco Tullio Cicerone (106 a.C. – 43 a.C.) dedica per primo all'argomento un intero trattato dal titolo Laelius de amicitia, uscito nel 44 a.C., dove fa riferimento a due forme di amicitia.
La prima è quella più vera e nobile, filosoficamente fondata sulla virtus e caratterizzata dalla completa condivisione spirituale. La seconda è un'amicitia apparente che esteriormente appare simile a quella reale e che si propone invece di perseguire utilitas e vantaggi personali.
L'elemento distintivo tra un'amicitia virtuosa e un'amicitia fondata sulla sola utilitas, sul profitto, risiede dunque in quell'affetto disinteressato che spinge il vero amico ad essere più propenso a rendere servigi piuttosto che a richiederne, dando così vita ad una sorta di competizione morale incentrata su una reciproca disposizione d'animo volta al bene nei confronti dell'altro. Un rapporto umano così strutturato sarà alla fine vantaggioso per entrambi gli amici e, soprattutto, sarà duraturo nel tempo. Se, viceversa, il pilastro dell’amicitia risiede nella mera convenienza, il legame verrà meno parallelamente per il mutare degli interessi da soddisfare, sino a quando cioè l'"amico" mi sarà utile per realizzare i miei scopi.
Cicerone conferisce all'amicitia una forte connotazione speculativa derivata dalla filosofia ellenistica basata sull'ideale della filantropia, che però viene calato nel contesto della realtà romana, tanto da diventare "legame interessato", fra persone aventi gli stessi ideali politici. Un ideale che nobiliti il comportamento politico della società romana a lui contemporanea e della sua classe dirigente ancora legata a quella concezione dell’amicitia tradizionale basata sull’utilitas ed usata per stabilire nuove forme di Stato alterandone gli equilibri politici.